# Sept-Écluses
Les sept-Écluses sont un ensemble d'écluses située sur la commune de Rogny-les-Sept-Écluses, dans le département de l'Yonne, en France.

## Historique
Sur le tracé initial du canal de Briare voulu par Henri IV et son ministre Sully dès 1597 alors dénommé « Canal de Loyre en Seyne » et  livré à la navigation en 1642 se trouve son principal ouvrage des 7 écluses dû à l'ingénieur hydraulicien Hugues Cosnier (1573-1629).
Elles sont classées au titre des monuments historiques par arrêté du 29 décembre 1983.

## Galerie photo

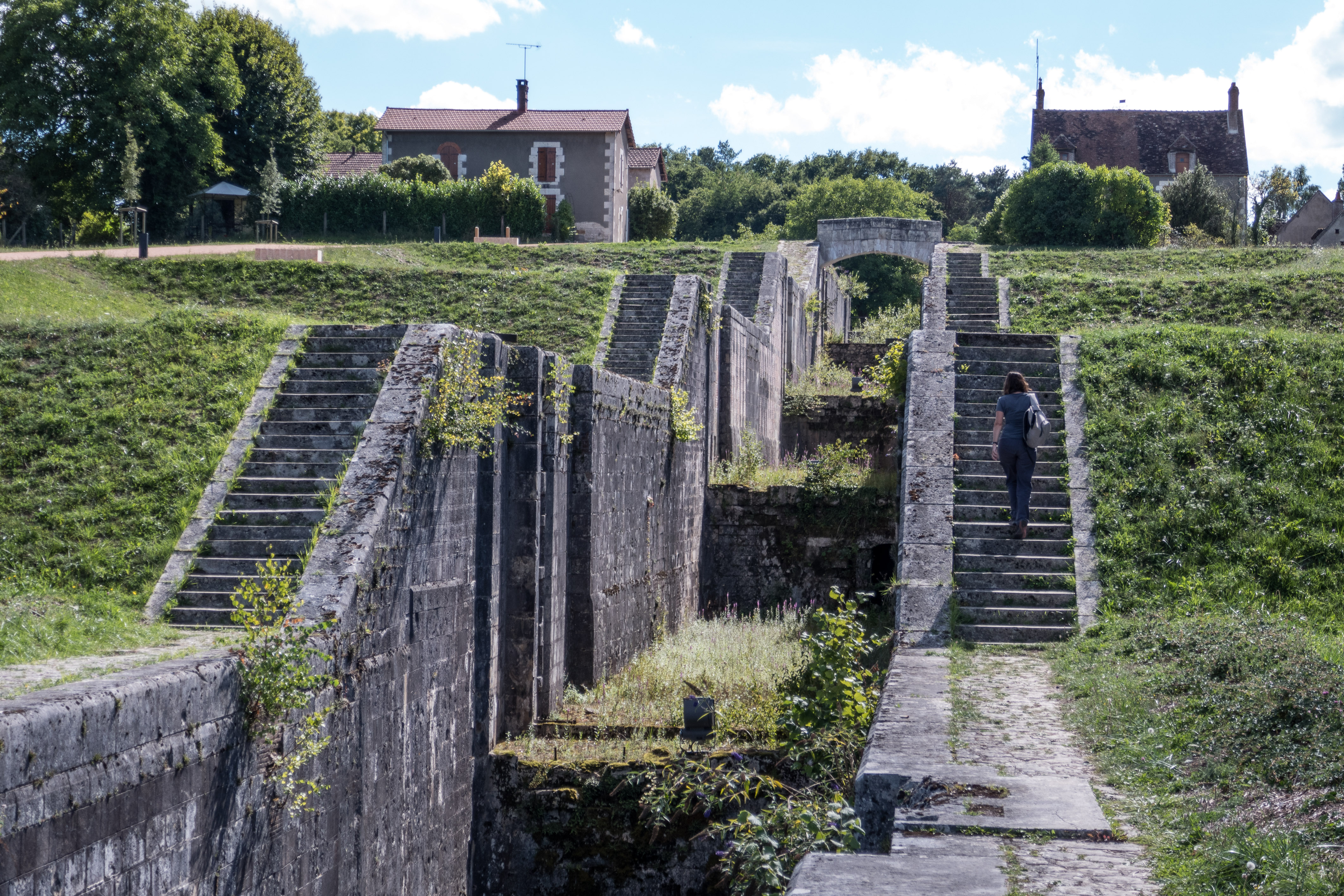
Détail de l'échelle d'écluses.
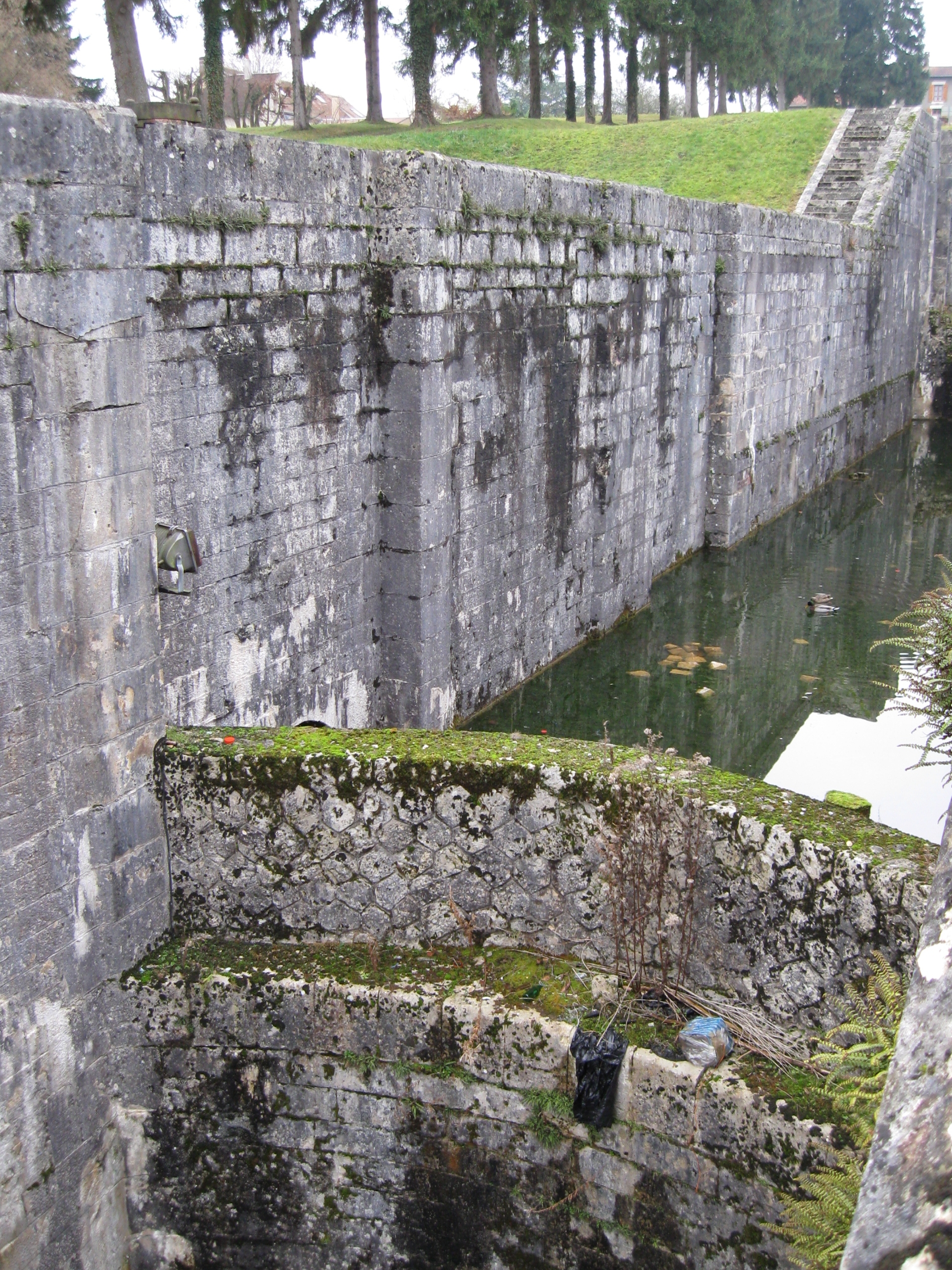
Détail de l'échelle d'écluses.
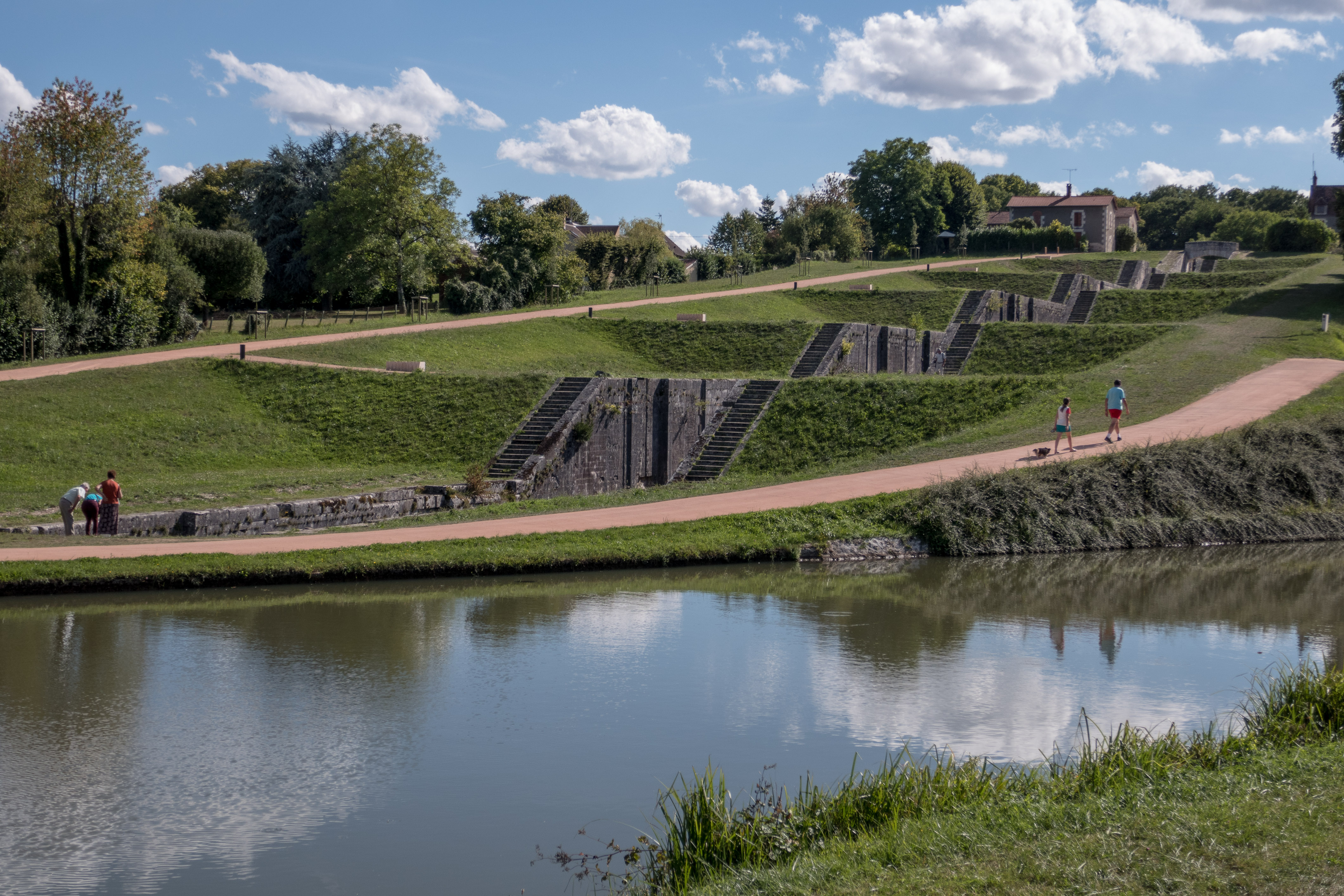
Vue générale.